# مقاطعة غراي (كانساس)
مقاطعة غراي (بالإنجليزية: Gray County)‏ هي إحدى المقاطعات في ولاية كانساس، الولايات المتحدة الأمريكية.